# Geissanthus floribundus
Geissanthus floribundus är en viveväxtart som beskrevs av Carl Christian Mez. Geissanthus floribundus ingår i släktet Geissanthus och familjen viveväxter. Inga underarter finns listade i Catalogue of Life.